# Mare logofăt
Marele logofăt (în greacă μέγας λογοθέτης, transliterat megas logothetēs) era un înalt dregător (funcționar) însărcinat cu conducerea tuturor departamentelor fiscale ale Imperiului Bizantin (așa-numitele sekreta). Această dregătorie a existat în perioada medievală și în Principatul Moldovei, marele logofăt fiind cel mare dregător din Sfatul boieresc.

## Imperiul Bizantin
Această dregătorie a fost înființată de împăratul bizantin Alexios I Comnen (1081–1118), cu denumirea de logothetēs tōn sekretōn (λογοθέτης τῶν σεκρέτων), într-o încercare de a îmbunătăți coordonarea diferitelor departamente.  Departamentele fiscale au fost grupate în particular sub conducerea a doi înalți dregători: cele două departamente principale ale Trezoreriei, genikon și eidikon, au fost puse sub conducerea unui megas logariastēs ("mare contabil") de la sekreta (μέγας λογαριαστής τῶν σεκρέτων), în timp ce un alt megas logariastēs (μέγας λογαριαστής τῶν εὐαγῶν σεκρέτων) supraveghea "departamentele religioase" (εὐαγή σεκρέτα, euagē sekreta), adică domeniile imperiale și bisericești. Pe la mijlocul secolului al XII-lea, logothetēs tōn sekretōn a devenit megas logothetēs, o dregătorie ce a existat până la căderea Imperiului Bizantin în 1453.
În prezent, conducătorul arhonților din cadrul Patriarhiei Ecumenice a Constantinopolului poartă titlul de Mare Logofăt.

## Principatul Moldovei
După ce a primit de la împăratul bizantin Ioan al VIII-lea Paleologul (1425-1448) titlul de despot și coroană crăiască, domnitorul Alexandru cel Bun (1400-1432) a stabilit dregătoriile din Principatul Moldovei, după obiceiurile curții împărătești. Printre dregătoriile preluate de la bizantini a fost și cea de mare logofăt. 
În capitolul al VI-lea ("Despre boierii din Moldova și stările lor") din lucrarea sa monografică "Descriptio Moldaviae" (scrisă în perioada 1714-1716), cărturarul Dimitrie Cantemir, fost domnitor al Moldovei (1693, 1710-1711), a realizat o enumerare a dregătoriilor boierești din Moldova acelor ani. Cei mai apropiați sfetnici ai domnitorului erau boierii de sfat, care alcătuiau Sfatul domnesc. Aceștia erau în număr de șapte sau opt și anume: marele logofăt, vornicul Țării de Jos, vornicul Țării de Sus, hatmanul oștii, marele postelnic, marele spătar, marele paharnic plus marele vistiernic.
Dintre aceștia, primul ca rang boieresc era marele logofăt. Acesta prezida toate sfaturile boierești, discutând pricinile pentru care s-a cerut sfatul boierilor și înștiințându-l pe domnitor cu privire la hotărârea adoptată. El era singurul boier care prezenta domnitorului rugămințile boierilor. De asemenea, lua hotărâri cu privire la statornicirea hotarelor, la stăpânirea pământurilor și la birurile datorate domniei de către stăpânii pământurilor. Ca semn al rangului săi, marele logofăt purta la gât un colan cu lanț de aur și în mână un toiag aurit. La început, el avea sub oblăduire Cetatea Albă, dar după ocuparea acesteia de turci (1484) i s-a dat ca venit dijma statornicită pentru Ținutul Cernăuților.